# جزيرة هاشيما
جزيرة هشيمة أو هاشيما (باليابانية: 端島) وتسمى محلياً بـجزيرة غنكاجيما أو جزيرة السفينة الحربية (باليابانية: 軍艦島)، هي جزيرة مهجورة تبعد حوالي 15 كم عن مدينة ناغازاكي، جنوب اليابان. وهي واحدة من بين 505 جزيرة غير مأهولة في محافظة ناغازاكي. أكثر ما يُلفت النظر في الجزيرة هو مبانيها الخرسانية المهجورة، وتشير الجزيرة إلى الطفرة الصناعية اليابانية في ذلك الوقت، وهي أيضاً تُذكّر بالماضي المظلم لهذا الموقع أثناء الحرب العالمية الثانية.
الجزيرة كانت معروفة بمنجم الفحم تحت البحر، الذي تأسس عام 1887م بغرض رفع مستوى الصناعة الياباني. وصلت الجزيرة إلى أعلى تعداد سكاني عام 1959م بمجموع 5,259 نسمة. وفي عام 1974م وعندما كان احتياطي الفحم الياباني على وشك النضوب، أُغلق منجم الفحم ورحل جميع العاملين فيه والمقيمين على الجزيرة بعد إغلاق المنجم، فهُجرت الجزيرة لثلاثة عقود إلى أن عاد الاهتمام بها في بدايات القرن الحادي والعشرين الميلادي، لبقاياها التاريخية، وتدريجياً تحولت إلى منطقة جذب سياحي وأعيد فتح الجزيرة إلى السياح بتاريخ 22 أبريل، 2009م. أدى ازدياد الاهتمام بالجزيرة إلى تمهيد حمايتها لما تحويه من تراث صناعي وحضاري فقُبلت الجزيرة في يوليو، 2015م رسمياً على أنها موقع تراث عالمي من اليونسكو.

## التسمية
جزيرة السفينة الحربية هي ترجمة عربية للاسم المحلي الياباني الذي يطلق على جزيرة هاشيما، غُنكانجيما (غُنكان تعني السفينة الحربية وجيما هو لفظ من الكلمة اليابانية شيما والتي تعني جزيرة). وقد جاء هذا اللفظ المحلي من تشابه الجزيرة بـالسفينة الحربية اليابانية توسا.

## التاريخ
اكتُشف الفحم على الجزيرة فيما يقارب عام 1810م، وأُهلت الجزيرة بالسكان مؤقتاً ما بين عامي 1887-1974م كمنشأة منجم فحم تحت الأرض. اشترت شركة ميتسوبيشي الجزيرة عام 1890م وبدأت باستخراج الفحم من المناجم تحت البحر، بينما بُنيت أربع مناجم داخل الجزيرة لاستخراج الفحم من تحت الأرض.

## معرض الصور

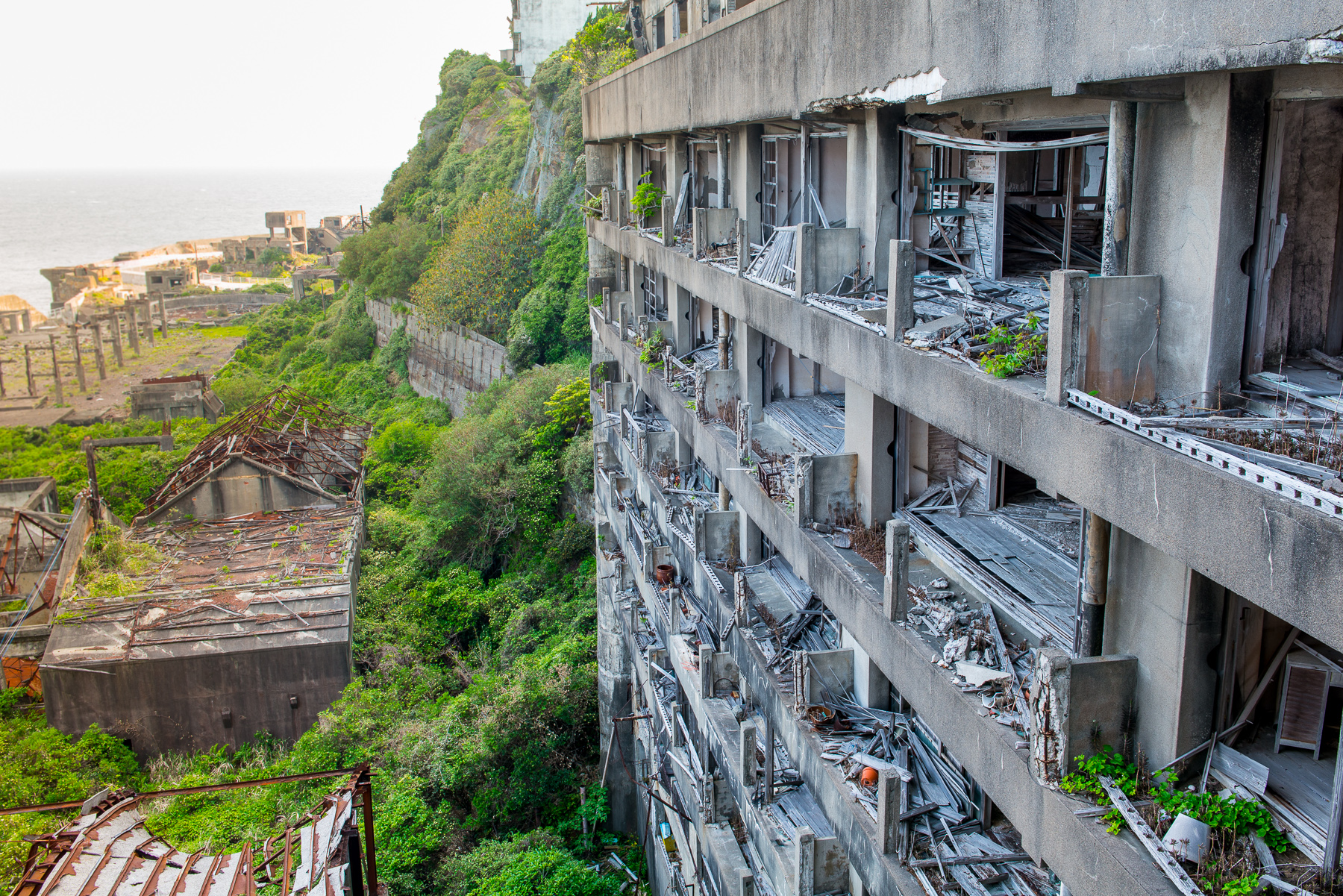
إحدى المباني الخرسانية الغير مأهولة في الجزيرة.
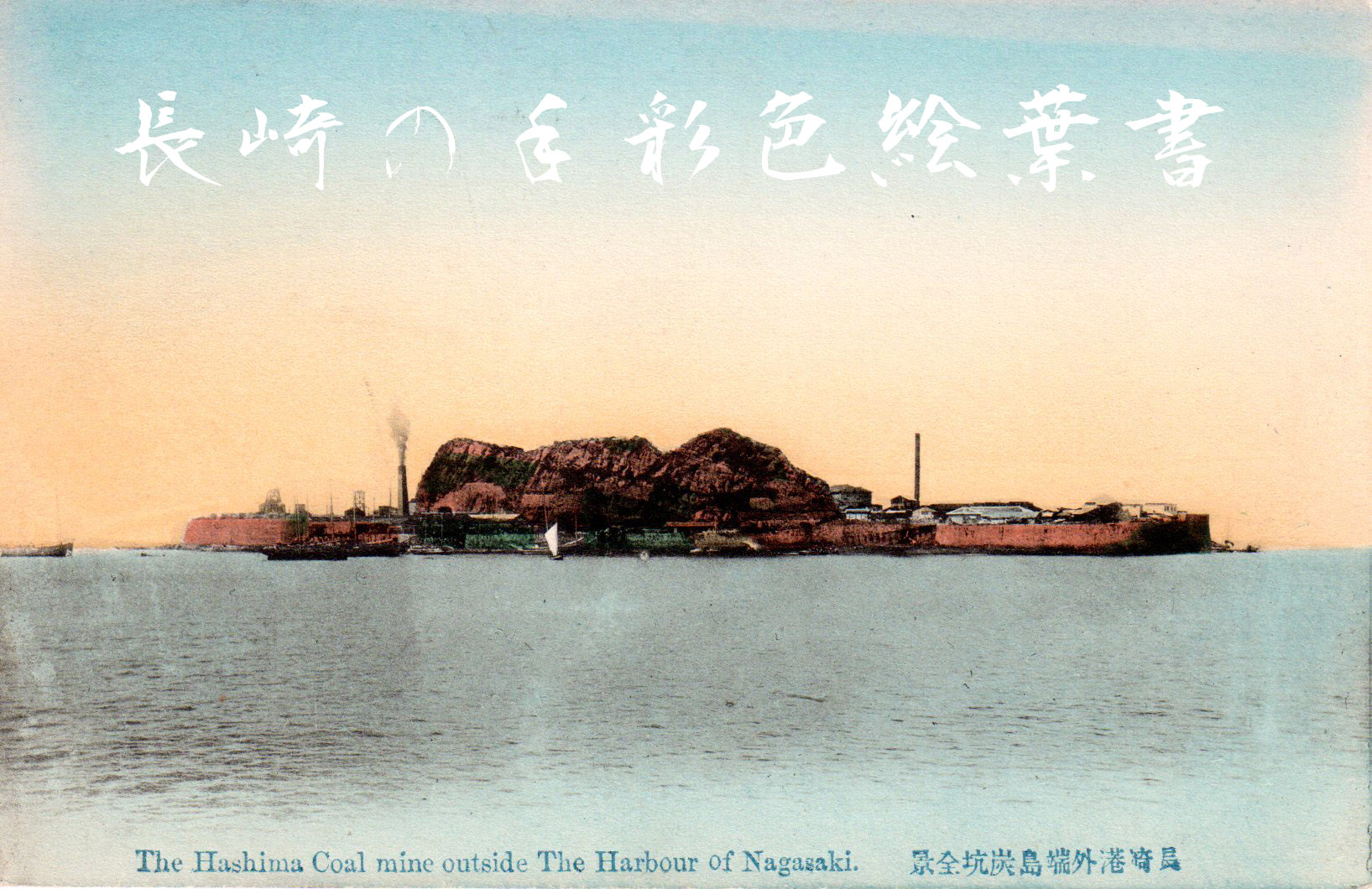
بطاقة بريدية لناغازاكي، رُسمت بخط اليد.
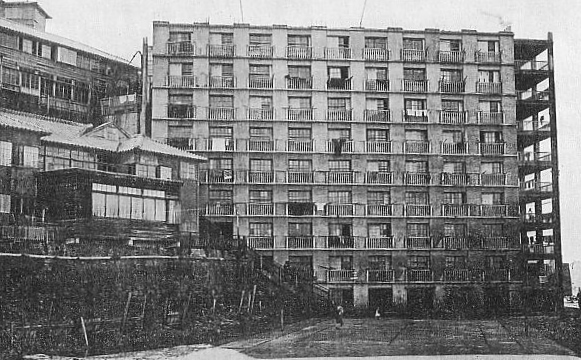
مجمع سكني في الجزيرة حوالي عام 1930م.

## وصلات خارجية
- فيديو وثائقي عن مواطن سابق يعيد زيارة الجزيرة على اليوتيوب.
- دراسات عن المباني الحديثة على جزيرة السفينة الحربية 1916-1974م.